# Czartowiec (potok)
Czartowiec – potok górski w Sudetach Środkowych, w Górach Suchych, w woj. dolnośląskim.
Ciek V rzędu o długości ok. 0,56 km, lewy dopływ Sokołowca należący do dorzecza Odry, zlewiska Morza Bałtyckiego.
Górski potok, lewy dopływ Sokołowca. Długość potoku wynosi około 0,56 km. Źródła potoku znajdują się na obszarze Parku Krajobrazowego Sudetów Wałbrzyskich na wysokości około 746 m n.p.m. na północno-zachodnim zboczu Suchawy na południowy zachód poniżej zamku Radosno. Potok po opuszczeniu strefy źródliskowej płynie przez zalesione tereny Doliny Czartowca w kierunku północno-zachodnim, do ujścia do potoku Sokołowiec, do którego uchodzi na wysokości około 646 m n.p.m. Zasadniczy kierunek biegu potoku jest zachodnio-północny. Jest to struga górska zbierająca wody ze środkowo-zachodnich zboczy Gór Suchych i odwadniająca Doliną Czartowca. Potok nieuregulowany o wartkim prądzie wody. W okresach wzmożonych opadów i wiosennych roztopów stan wód znacznie przybiera. Kilkakrotnie występował z brzegów, czyniąc zniszczenia.

## Dopływy
Kilka niewielkich krótkich bezimiennych cieków sezonowych, które ujawniają się w czasie wiosennych roztopów i wzmożonych opadów.

## Miejscowości położone nad potokiem
- brak

## Inne
Na mapie Rejonowego Zarządu Gospodarki Wodnej we Wrocławiu potok Czartowiec oznaczony jest jako Dopływ spod góry Kopicy (I).